# Pneophyllum nicholsii
Pneophyllum nicholsii (Setchell & L.R. Mason) P.C. Silva & P.W. Gabrielson, 2004 é o nome botânico de uma espécie de algas vermelhas pluricelulares do gênero Pneophyllum, família Corallinaceae, subfamília Mastophoroideae.
- São algas marinhas encontradas na Califórnia, México e Chile.

## Sinonímia
- Heteroderma nicholsii Setchell & L.R. Mason, 1943
- Fosliella nicholsii (Setchell & Mason) G.M. Smith, 1944